# مارکوس لیویوس دروسوس کلودیانوس
مارکوس لیویوس دروسوس کلودیانوس (انگلیسی: Marcus Livius Drusus Claudianus; ۱ ژانویهٔ ۰۰۹۰ – 42 پیش از میلاد) اهل روم باستان بود. سناتور سنای روم و پرایتور جمهوری روم بود.
دخترش لیویا دروسیلا همسر اولین امپراتور روم آگوستوس شد.